# Sri TV
Sri TV est une chaîne de télévision privée sri-lankaise à vocation internationale. Lancée en 2005, elle se veut « un pont entre le Sri Lanka et la diaspora sri-lankaise dans le monde ».
Disposant de studios à Colombo (où se trouve son siège) et à Rome, elle est diffusée par satellite en Asie, en Europe et en Afrique du Nord.

## Présentation
Sri TV commence à émettre au mois de décembre 2005 à l'initiative de l'homme d'affaires sri-lankais Thushara Kurera et de son épouse Krishanthi Fernando, tous deux désireux de créer un lien fort entre les Sri-Lankais restés « au pays » et ceux vivant en dehors des frontières nationales, mais aussi de donner une meilleure image de leur pays, qu'ils jugent « diabolisé » en raison des actions violentes des Tigres de libération de l'Îlam tamoul. Après des débuts difficiles, Sri TV bénéficie d'une aide technique italienne et commence à émettre régulièrement.
Chaîne de format généraliste, elle reprend sur son antenne des séries, des émissions thématiques (Adaraye ulpatha woo ammaa, programme destiné aux mères de famille, Cheff Pabilis ou Fun with Don, émissions culinaires, Heta Dawasa, émission politique...), des dessins animés, de la musique (Sri hits chart show, variétés nationales ou anglo-saxonnes, Hithamithuru Charikah, programme présentant les « étoiles montantes » de la chanson sri-lankaise...) et des informations (Sri News, journaux télévisés repris à plusieurs moments de la journée, Puwathath Himidi Riya, émission traitant de l'actualité nationale et internationale, etc.). L'ensemble des programmes sont en singhalais et en tamoul.

## Diffusion
Sri TV est diffusée en clair :
- en Asie via le satellite Insat 2A
- en Europe et Afrique du Nord via le satellite Hot Bird.